# NGC 4538
NGC 4538 é uma galáxia espiral (Sb) localizada na direcção da constelação de Virgo. Possui uma declinação de +03° 19' 25" e uma ascensão recta de 12 horas, 34 minutos e 40,8 segundos.
A galáxia NGC 4538 foi descoberta em 22 de Março de 1865 por Albert Marth.